# Трансфагарашан
Трансфагарашан (рум. Transfăgărășan) или DN7C је пут у Румунији. Прелази преко највиших врхова јужних Карпата, односно преко планинског масива Фагараш. Дуг је 90 километара. Повезује регије Транислванију и Влашку. Проходан је од јуна до октобра месеца. Градња пута започета је 1970, а завршена 1974. године. Због великог броја оштрих кривина и наглог успона, пут представља туристичку атракцију и сматра се једним од најлепших и најзанимљивијих путева на свету.

## Историја
Пут Трансфагарашан изграђен је за време владавине Николаја Чаушескуа. Након инвазије на Чехословачку 1968. године, Чаушеску је желео да осигура брзо кретање румунских трупа у случају напада Совјетског Савеза. Наредио је изградњу пута кроз масиве јужних Карпата. Ипак, идеја за изградњу пута преко јужних Карпата, није била оригинално Чаушескова. И током шездесетих година, постојали су планови за изградњу оваквог пута, али се од реализације одустало, због великих трошкова. Крајем шездесетих година, након изградње бране Видрару, створили су се реалнији услови за изградњу. Николаје Чаушеску пронашао је старе планове и првобитно одлучио да гради пут са једном траком. Међутим, када је већ почела изградња, 1971. године, променио је мишљење и одлучио да пут ипак буде шири.

## Изградња
Изградња пута почела је децембра 1969. године, са обе стране - од југа ка северу и од севера ка југу. Пре изградње било је немогуће прећи преко ових планина, чак ни на коњу. За трасирање пута потрошено је око шест милиона тона динамита. Пут је градила војска. Према званичним информацијама, током изградње погинуло је 40 војника и цивила, иако постоје и тврдње да је број жртава био неколико стотина. Тела многих погинулих никада нису пронађена. Отварање пута, планирано је за 1973. годину, али се због сурових услова рада каснило, те је пут завршен годину дана касније. Чаушеску је одбио понуду да пут носи његово име, те је назван Трансфагарашан (транс=преко, Фагараш=назив планина). Званично је отворен 20. септембра 1974. Асфалтирање пута трајало је до 1980. године.

## Рута
Пут почиње код села Башков, у близини места Питешти, а завршава недалеко од града Сибињ. Са највишом тачком од 2034 метара надморске висине, Трансфагарашан је други по висини асфалтни пут у Румунији. Протежући се преко планинског масива Фагараш, надомак највиших врхова јужних Карпата - Молодвеану (2544м) и Негоја (2535м), пут је пун оштрих кривина и серпентина. Једна од атракција пута је најдужи тунел у Румунији (тунел Баља), пробијен кроз сам врх јужних Карпата, дуг 887 метра. Пут омогућује приступ језерима Баља и Капра и водопаду Баља. Највиши делови пута затворени су од октобра до јуна месеца, због снежних наноса.

## Трансфагарашан у бројкама
- Померено је 3 милиона тона тешких стена
- Пут има 27 мостова и вијадукта
- На путу има 5 тунела
- Просечна брзина кретања аутомобила путем је до 50 km/h[3]

## Занимљивости
- Пут је познат и под називом „Чаушескова глупост“.[5]
- Џереми Кларксон, снимајући емисију „Топ Гир“ телевизије Би-Би-Си, назвао је овај пут „најбољим путем на свету“.[6]

## Галерија
- Северна деоница пута
- Језеро Баља
- Вијадукт
- Водопад Баља